# Meister des Altars von Mauer bei Melk

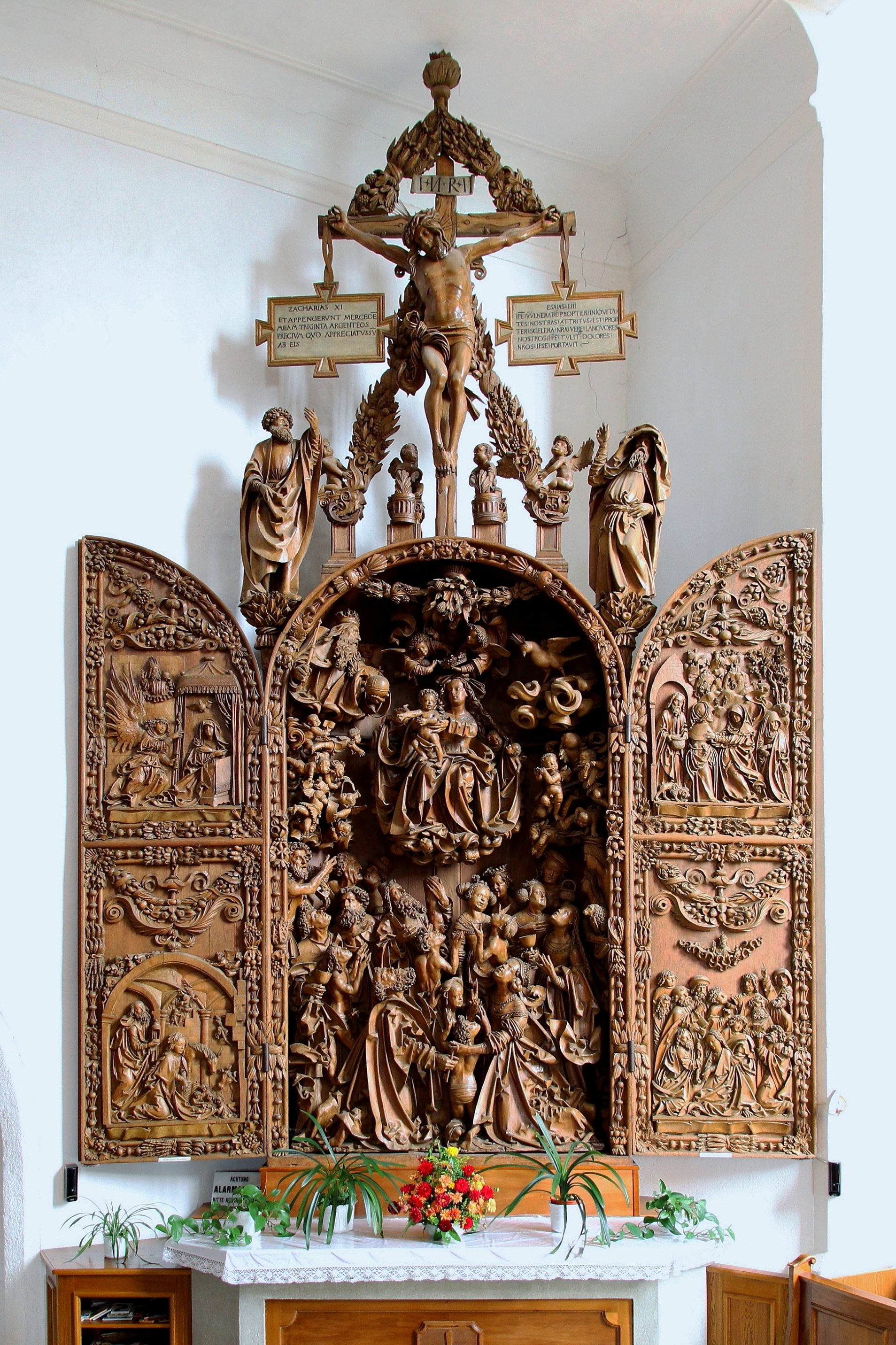
Schnitzaltar des Meister des Altars von Mauer bei Melk, 1510

Mit Meister des Altars von Mauer bei Melk wird ein namentlich nicht bekannter Bildschnitzer der Gotik bezeichnet, der um 1500 bis 1525 tätig war. Er erhielt seinen Notnamen nach seinem Werk, dem Altar für die Wallfahrtskirche von Mauer bei Melk. Das um 1510 entstandene Werk gilt als ein Wunder gotischer Schnitzkunst im österreichischen Donauraum.
Der Mittelteil des Altars zeigt Maria mit Kind und Heilige, auf den Seitenflügeln sind Szenen aus dem Marienleben dargestellt. Eventuell waren an dem Altar zwei Künstler beteiligt, da man in den Figuren darüber, der Kreuzigungsgruppe im Altaraufsatz, unterschiedliche Bearbeitung zu erkennen glaubt.

## Der Schnitzaltar in Mauer bei Melk
Diese Beschreibung wurde aus dem Artikel Wallfahrtskirche Mauer ausgelagert und kurz editiert.

### Kunsthistorischer Hintergrund

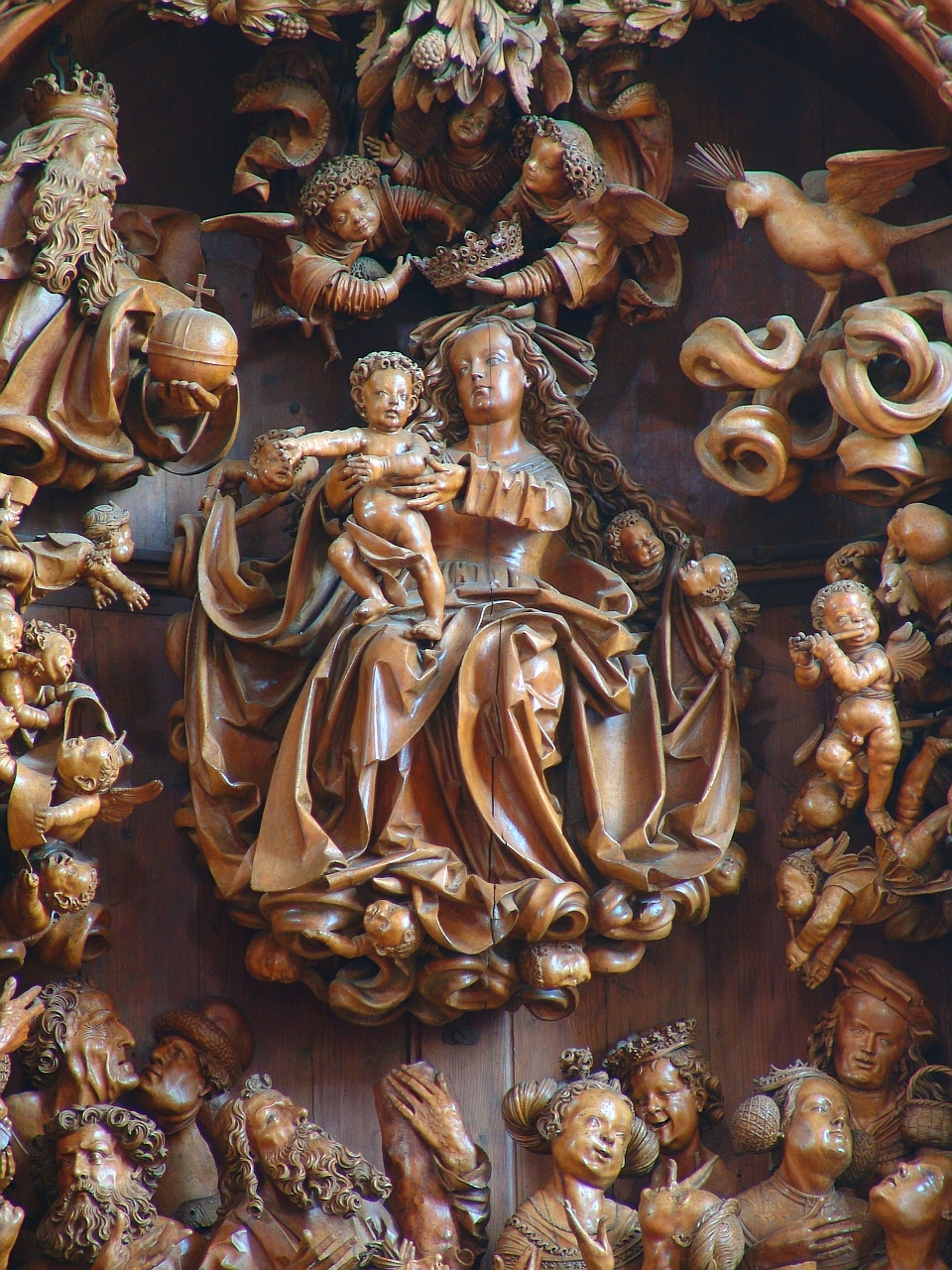
Maria mit Kind, Detail vom Mittelschrein des Altars von Mauer bei Melk

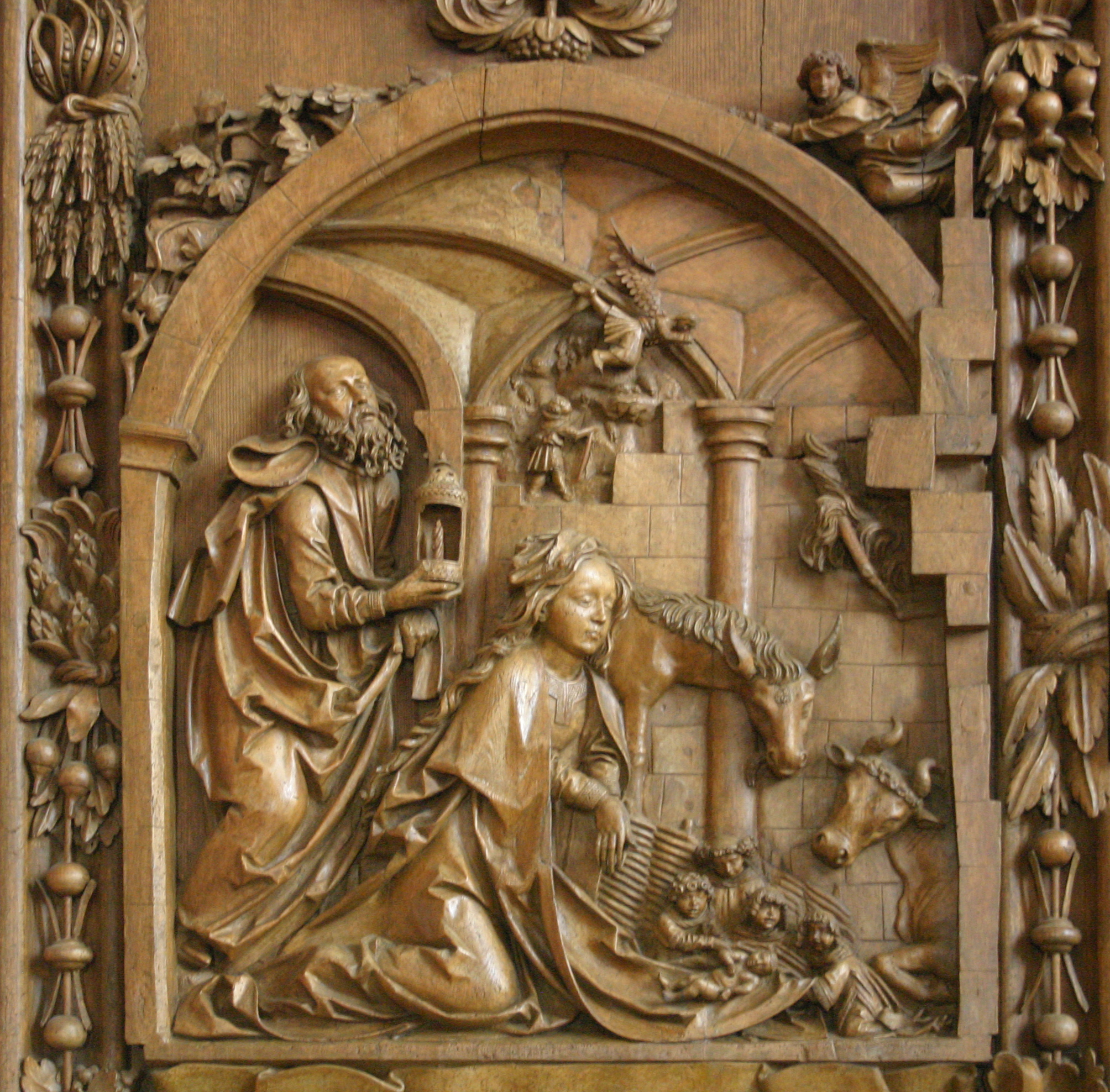
Christi Geburt, linker Flügel unten des Altars von Mauer bei Melk

Der Altar von Mauer bei Melk steht am Übergang der Spätgotik in die Renaissance. Im 15. Jahrhundert wird das mittelalterliche Weltbild abgelöst, der Humanismus leitet eine neue Epoche ein, die den Menschen und seine Umwelt in den Mittelpunkt stellt. Die religiöse Kunst entfernt sich von der formelhaften Darstellung ihrer Themen. Körperlichkeit und Raumgefühl halten Einzug. Auffallend am Altar von Mauer bei Melk sind die neuen Dekorationsformen, wie Fruchtstäbe und Girlanden, die oberitalienischen Vorbildern nachempfunden scheinen. Trotzdem ist der Altar noch mit der Tradition verbunden. Eine bodenständige Sprache bestimmt Form und Ausdruck.

### Schrein (Mittelteil): Maria mit Kind
Die Komposition der Figuren des Mittelschreins verbindet diese zu einer lebendig bewegten und doch geschlossenen Gruppe. Maria mit Kind steht im Mittelpunkt, umgeben von Heiligen. Darüber thront Gottvater.

### Flügel: Marienleben
Die beiden Flügel des Altars zeigen Szenen aus dem Marienleben.
- Verkündigung

Vorbilder der Verkündigungsszene dürften Holzschnitte und Kupferstiche sein, so kann in diesem Relief ein Marienleben Dürers als Anregung gedient haben. Dies zeigt sich z. B. in dem Verkündigungsengel mit seinen weit gebreiteten Flügeln. Die Gestaltung von Maria wurde dagegen im Relief monumentalisiert und die Gewandungen dem schweren Faltenwurf des gotischen Stils angepasst.
- Heimsuchung

Auch bei der Darstellung dieser Szene wird eine Vorlage aus Dürers Marienleben vermutet. Im Gegensatz zur Verkündigungsszene hält sich der Schnitzer genauer an die Vorlage, was an einigen Details deutlich wird. Zum einen sind Maria und Elisabeth direkt aus der Vorlage übernommen, zum anderen wurde beim Gewand die Schleife des Gürtels übernommen, ebenso wie der Hund im Vordergrund.
- Christi Geburt

Für dieses Relief wurde nicht auf die Vorlage von Dürer zurückgegriffen, sondern auf einen öfter benutzten Kupferstich Martin Schongauers. Von ihm stammt die Idee des rippengewölbten Hallenraumes mit teilweise durchbrochenen Wänden. Auch die rohe Quaderwand stammt daher. Das Relief beschränkt sich auf die Hauptfiguren, die Hirten links am Eingang fehlen. Maria ist im Relief tiefer gebeugt, und Josef steht nicht rechts, sondern links von Maria. Ochs’ und Esel sind vom Kupferstich angeregt, aber frei variiert.
- Tod Mariens

Die Reihe der Flügelreliefs wird mit dem Tod Mariens abgeschlossen. Bei den meisten Darstellungen des Todes Mariae wird sie im Bett liegend dargestellt, nicht so am Altar von Mauer. Hier zeigt der Künstler Maria im Zusammensinken, gestützt von einigen Aposteln, während die anderen um diese Szene gruppiert sind. Dieser Typus findet sich ausschließlich in Böhmen, Schlesien, Polen, Ungarn, Österreich und Süddeutschland. Auffallend bei dieser Darstellung ist, dass es der auf einer Wolkenbank thronende Gottvater ist, der die Seele in den Himmel aufnimmt, und nicht wie sonst üblich Christus.

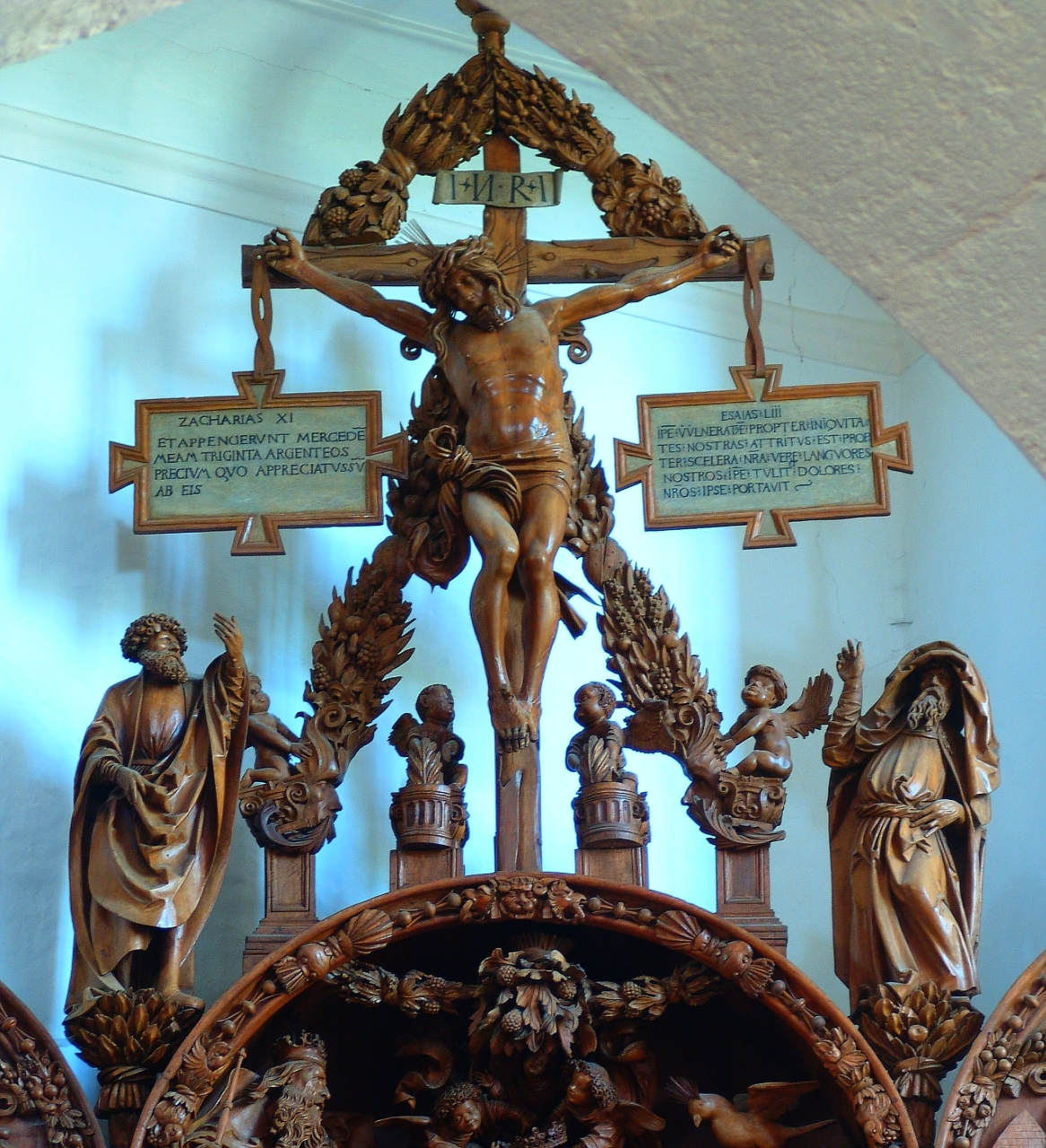
Schnitzaltar des Meisters des Altars von Mauer bei Melk, 1510 -Kreuzigungsgruppe (Altaraufsatz)

### Altaraufsatz: Kreuzigungsgruppe
Im Altaraufsatz erkennt man den Gekreuzigten, flankiert von zwei männlichen Gestalten, die unterhalb des Kreuzes stehen. Diese weisen auf zwei Schrifttafeln, die vom Kreuzbalken herabhängen. Die beiden Figuren sind nicht mit Attributen versehen, doch können sie aufgrund des lateinischen Textes auf den Schrifttafeln als die Propheten Zacharias auf der linken und Jesaja auf der rechten Seite identifiziert werden.

## Rezeption im 19. Jahrhundert
In einem der ersten Reiseführer durch das biedermeierliche Österreich, dem Werk „Wien’s Umgebungen auf zwanzig Stunden im Umkreise“ von Adolf Schmidl aus dem Jahre 1835, wird der Altar bereits entsprechend gewürdigt:
Was aber dieses alte Kunstwerk am merkwürdigsten macht, ist der Umstand, daß dasselbe nicht bemalt oder vergoldet ist, sondern sich in der ursprünglichen Farbe des Holzes zeigt, nur durch das Alter bedeutend gebräunt. Bei der Seltenheit dieser Art Kunstwerke überhaupt wird man ermessen, mit welchem Entzücken der Freund alter Kunst dieses Werk betrachtet, wo sich der Genius des Meisters ohne alle Hülle zeigt!